# Loèche-les-Bains
Ne pas confondre avec la commune, proche, de Loèche.
Loèche-les-Bains, en allemand Leukerbad, est une commune suisse du canton du Valais, située dans le district de Loèche.

## Géographie
Sise à 1 411 m d'altitude, la commune de Loèche-les-Bains se situe dans la partie germanophone du canton du Valais, avec à l'ouest le Valais Romand - où l'on parle français - et au nord le canton de Berne.
Le territoire de Loèche-les-Bains s'étend sur 67,23 km2. Lors du relevé de 2013-2018, les surfaces d'habitations et d'infrastructures représentaient 1,4 % de sa superficie, les surfaces agricoles 14,0 %, les surfaces boisées 9,3 % et les surfaces improductives 75,2 %.
| Adelboden         | Kandersteg       |                |
| Lenk im Simmental | Loèche-les-Bains | Ferden         |
| Crans-Montana     | Inden / Albinen  | Guttet-Feschel |

### Vallée de Dala
Située aux abords de la rivière Dala, la station de Loèche-les-Bains est célèbre pour ses nombreuses sources thermales. 
Au nord-est la vallée héberge les gorges de la Dala et s'étend jusqu'à la source de la rivière située à 2 600 m, en dessous de la Lötschenpass qui donne accès au canton de Berne.
La vallée est fermée au nord-est par le Balmhorn (point culminant de la commune avec 3 698 m) et au sud-est par le Ferdenrothorn (3 179 m) et le Majinghorn (3 053 m).

### Gemmi
Au nord du village se trouve le col de la Gemmi, niché entre le Daubenhorn (2 941 m - à l'ouest) et le Rinderhorn (3 449 m - à l'est). Il permet de passer de la vallée de la Dala à celle du Lâmmerendalu qui se jette dans le lac de Dauben (Daubensee).
Le col de la Gemmi fut pendant longtemps un point de passage très fréquenté entre le canton du Valais et de Berne. On y accède grâce au téléphérique de la Gemmi qui relie Loèche-les-Bains (1 411 m) au col (2 314 m). La région compte de nombreux sentiers de randonnées qui mènent à Kandersteg, Adelboden ou au Wildstrubel et ses trois sommets à plus de 3 240 m.

### Torrenthorn
À l'est, Loèche-les-Bains est dominé par le Torrenthorn qui culmine à 2 998 m et qui accueille sur ses pentes le domaine skiable.

## Histoire
L'histoire de Loèche-les-Bains remonte au IIe siècle apr. J.-C. Des tombes et des vases de céramiques attestent de la présence d'habitations à Loèche-les-Bains. Dès le Ve siècle, le col de la Gemmi, seul lien entre le canton du Valais et celui de Berne, peut être franchi.
En 1229, Loèche-les-Bains est mentionné pour la première fois sous le nom de « Boez ». On y parle alors un dialecte franco-provençal (aussi appelé « patois » ou « arpitan »).
En 1315, la commune devient autonome et le plus ancien document retrouvé concernant Loèche-les-Bains mentionne déjà les bains.
En 1449, on construit un sentier muletier reliant Loèche à Loèche-les-Bains.
En 1478, les sources thermales et les bains deviennent propriétés de l'évêque de Sion (Jost von Silenen), de la famille Oggier de Cabanis et des Herthenstein (LU). Les premières auberges ouvrent leurs portes. La localité est rebaptisée Balnea leucensia ou Baden.
L'église paroissiale, dédiée à Sainte Barbara, est édifiée entre 1484 et 1486. Elle sera érigée en paroisse en 1501. Elle sera remplacée en 1866 par l'église actuelle de style néo-romain, dédiée à Maria, Hilfe der Christen (Marie, secours des chrétiens). Le clocher date de la première église, ainsi que la chapelle Sainte Barbara, qui constituait le chœur de l'édifice initial.
Cette même année 1571, l'évêque et cardinal Matthieu Schiner acquiert les droits des bains et vante le village de cure au cours de ses voyages ; le thermalisme se développe, la langue allemande prend le dessus.
Entre le XVIe et le XVIIIe siècle, le village est frappé par de nombreuses avalanches mais se reconstruit à chaque fois.
Entre 1776 et 1779, Loèche-les-Bains reçoit deux hôtes célèbres : Isabelle de Charrière et Johann Wolfgang von Goethe. D'autres suivront comme Guy de Maupassant (1877) ou encore Mark Twain (1878).

Photo aérienne historique de Werner Friedli de 1955.

### Transports et centres thermaux
En 1908, est fondée la compagnie des chemins de fer de Loèche-les-Bains. Mais bientôt la route prend trop de place, et le train effectuera son dernier trajet en 1967. La plateforme de cet ancien chemin de fer est toujours visible, et peut être accessible aux VTT. Cependant, à Loèche, le début de la rampe a été définitivement rendu inaccessible en 2004, à la suite du nouveau tracé à double voie de la ligne CFF du Simplon. Le pont original de ce train franchissant le Rhône a été conservé, mais il est uniquement utilisé par les bus de la société LLB, et strictement interdit aux voitures particulières.
Le téléphérique de la Gemmi est construit en 1957, suivi en 1972 par celui du Torrenthorn. Du fait de sa situation dans un cirque montagneux, la station est équipée du réseau câblé dès 1965.

### Investissements massifs et mise sous régie
En 1980, sous l'impulsion du nouveau président Otto G. Loretan, le centre thermal de la commune est ouvert. Ce sera ensuite le centre sportif, en 1990, puis le centre thermal Alpentherme, inauguré en 1993, ainsi qu'un nouvel hôtel de ville. En 1998, Loèche-les-Bains ouvre la via ferrata du Daubenhorn, qui est encore à ce jour la plus longue de Suisse.
Ces investissements font peser une charge financière considérable sur la petite commune, qui se retrouve lourdement endettée. Les premiers problèmes apparaissent en 1998, quand l'Alpentherme échappe de peu à la faillite. Une année plus tard, une enquête pénale est ouverte et le président Loretan est mis en détention préventive. La commune échoue à s'entendre avec ses créanciers sur un plan d'assainissement, qui prévoyait l'abandon de plus de 80 % des créances. Loèche-les-Bains est alors mise sous gérance du gouvernement du canton du Valais par le Tribunal cantonal (toute première commune de Suisse à subir ce traitement) : elle perd la maîtrise de ses finances et un gérant doit contresigner toutes les décisions des autorités communales. Les actifs sont vendus pour éponger les dettes (les autorités communales quittent l'hôtel de ville pour l'école du village), et les créances à hauteur de 181 millions de francs sont rachetées pour 40 millions par une société créée à cet effet, Sanag Leukerbad AG. Ce n'est qu'en décembre 2017 que la tutelle prend fin, avec toutefois l'interdiction pour la commune de dépasser 5 000 CHF d'endettement.

## Politique
Comme toutes les petites communes valaisannes, Loèche-les-Bains ne dispose pas d'un organe législatif élu mais d'une assemblée primaire à laquelle participent tous les citoyens.
| Identité                | Période | Période  | Durée  | Étiquette                            |
| Identité                | Début   | Fin      | Durée  | Étiquette                            |
| ----------------------- | ------- | -------- | ------ | ------------------------------------ |
| Severin Loretan (d)     | 1957    | 1964     | 7 ans  | Parti chrétien-social du Haut-Valais |
| Guido Loretan (d)       | 1965    | 1980     | 15 ans | Parti démocrate-chrétien             |
| Otto G. Loretan         | 1981    | 1999     | 18 ans | Parti démocrate-chrétien             |
| Rainer Matter (d)       | 1999    | 2000     | 1 an   | Indépendant                          |
| Othmar Collenberg (d)   | 2001    | 2003     | 2 ans  | Parti chrétien-social du Haut-Valais |
| Jean-Roland Roten (d)   | 2003    | 2008     | 5 ans  | Parti démocrate-chrétien             |
| Raoul Loretan (d)       | 2009    | 2012     | 3 ans  | Indépendant                          |
| Christian Grichting (d) | 2013    | En cours | 12 ans | Parti démocrate-chrétien             |

## Population et société

### Démographie

#### Évolution de la population
Loèche-les-Bains compte 1 295 habitants au 31 décembre 2022 pour une densité de population de 19 hab/km2. Sur la période 2010-2019, sa population a diminué de −19,2 % (canton : 10,5 % ; Suisse : 9,4 %).  

#### Pyramide des âges
En 2020, le taux de personnes de moins de 30 ans s'élève à 23,8 %, au-dessous de la valeur cantonale (31,7 %). Le taux de personnes de plus de 60 ans est quant à lui de 33,7 %, alors qu'il est de 26,6 % au niveau cantonal.
La même année, la commune compte 694 hommes pour 635 femmes, soit un taux de 52,2 % d'hommes, supérieur à celui du canton (49,6 %).
| Hommes | Classe d’âge | Femmes |
| ------ | ------------ | ------ |
| 0,3    | 90 ans ou +  | 0,9    |
| 8,5    | 75 à 89 ans  | 9,3    |
| 22,6   | 60 à 74 ans  | 25,8   |
| 24,9   | 45 à 59 ans  | 24,7   |
| 16,7   | 30 à 44 ans  | 18,6   |
| 16,1   | 15 à 29 ans  | 12,1   |
| 10,8   | - de 14 ans  | 8,5    |

| Hommes | Classe d’âge | Femmes |
| ------ | ------------ | ------ |
| 0,5    | 90 ans ou +  | 1,2    |
| 7,5    | 75 à 89 ans  | 9,4    |
| 16,8   | 60 à 74 ans  | 17,7   |
| 22,2   | 45 à 59 ans  | 21,7   |
| 20,3   | 30 à 44 ans  | 19,4   |
| 17,7   | 15 à 29 ans  | 16,6   |
| 14,9   | - de 14 ans  | 14,1   |

### Sports et activités

#### Bains thermaux

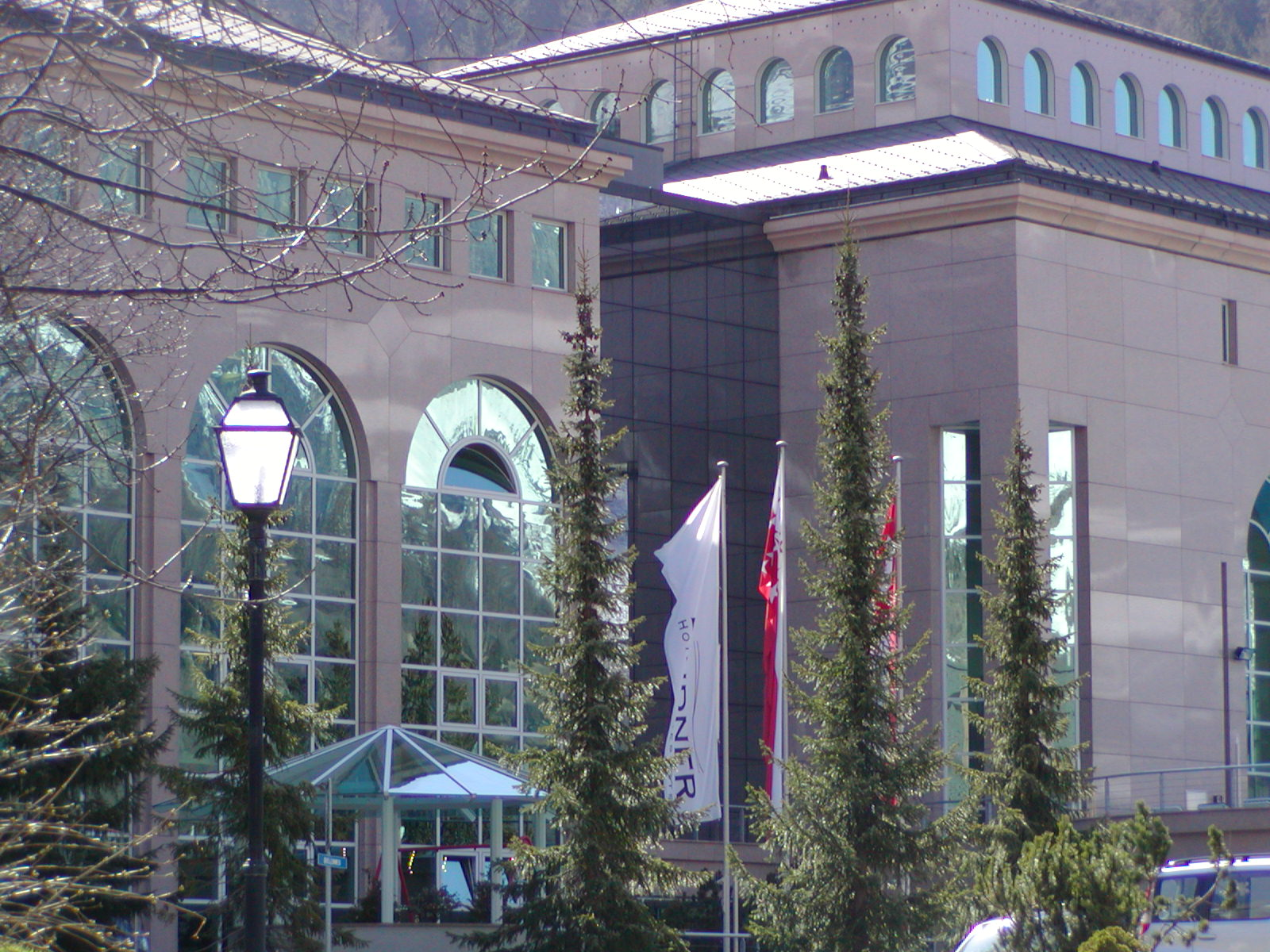
Le bain en plein air.

Loèche-les-Bains dispose de trente bassins thermaux. Les deux plus grands centres de thermalisme de la station sont les bains de la Bourgeoisie (Burgerbad) et ceux de l'Alpentherme. Ces bassins sont alimentés grâce aux 3,9 millions de litres d'eau qui jaillissent chaque jour de 65 sources naturelles, à une température qui monte jusqu'à 51 degrés dans les bassins des thermes.
Avec les bains de la Bourgeoisie, Loèche-les-Bains dispose du plus grand complexe thermal en Europe[réf. nécessaire].
Le Lindner Alpentherme est le plus grand centre de wellness des Alpes avec plus de 240 applications possibles. Il possède également ses propres bains avec une piscine interne et externe et propose depuis le 1er août 2008 un village valaisan de saunas.
Il est entre autres connu pour son bain romano-irlandais.

#### Domaine skiable
Un domaine skiable a été aménagé sur les pentes de la montagne Torrent, sur les hauteurs du village. On y accède principalement par la route partant juste avant d'arriver à Leukerbad en direction d'Arbignon, qui aboutit à un vaste parking payant au niveau de Flaschen (1 540 m). Le domaine est accessible également directement depuis le parking couvert payant du téléphérique sur les hauteurs du village, situé à proximité du téléphérique Torrentbahn de 80 places dont la construction remonte à 1971. La saison hivernale commence généralement à la mi-décembre, et se termine à la mi-avril.
Les pistes sont majoritairement exposées au plein soleil, au-delà de la limite de la forêt, dans un environnement délimité par des falaises. Les pistes sont globalement larges, des possibilités de ski hors-piste sont offertes sur un terrain régulier. Le domaine sommital est desservi principalement par un télésiège 6-places débrayable récent. Le snowpark se trouve sur un flanc du domaine. La partie basse, équipée d'enneigeurs, est quant à elle desservie par un télécabine 4-places en deux tronçons, construit en 1995. Quand le vent est fort, celui-ci tourne au ralenti, ce qui peut doubler le temps de parcours habituel qui est d'une dizaine de minutes. Du sommet du domaine à Flaschen, il est possible d'effectuer une descente de 9,7 km, sans interruption. On peut aussi rejoindre à ski le village depuis le sommet du téléphérique, via une piste noire très étroite, empruntant des tunnels enneigés sur le début.
Trois courts téléskis (Sportarena) ont également été aménagés - par un autre exploitant - directement aux abords du village, desservant trois pistes bleues. Les remontées mécaniques qui relient le col du Gemmipass permettent quant à elles la pratique de la randonnée hivernale.
Enfin, le ski de fond se pratique à proximité du village. On trouve au Torrenthorn quatre chemins de randonnée hivernale, sur une longueur totale de 9,5 km.

##### Difficultés financières
Malgré une moyenne de 220 000 visiteurs chaque hiver et un chiffre d'affaires de CHF 4,5 Mio. pour la saison 2015/2016, La société qui exploite les remontées mécaniques du Torrenthorn connaît des difficultés financières. Un plan de refinancement de CHF 4,5 Mio, associant la commune et prévoyant aussi un développement du réseau d'enneigeurs, a été lancé en prévision de la saison 2017. Une création de valeur de CHF 20 Mio. et 250 emplois sont, selon le site de la station, menacés s'il n'est pas réalisé. Une remontée mécanique reliant le sommet du Torrenthorn (2 997 m, le « Rigi du Valais » selon la communication de la station) est projetée pour la saison 2018/2019 ou ultérieur, pour un budget supplémentaire de CHF 12 Mio.

#### Cyclisme
La station est à l'arrivée d'étapes du Tour de Suisse à trois occasions :
| Édition | Étape                          | Vainqueur de l'étape | Leader du classement général à l’arrivée de l’étape |
| ------- | ------------------------------ | -------------------- | --------------------------------------------------- |
| 2018    | 5e étape (Gstaad - Leukerbad)  | Diego Ulissi         | Richie Porte                                        |
| 2021    | 5e étape (Gstaad - Leukerbad)  | Richard Carapaz      | Richard Carapaz                                     |
| 2023    | 4e étape (Monthey - Leukerbad) | Felix Gall           | Felix Gall                                          |

## Littérature
En 1877, Guy de Maupassant suit une cure thermale dans la localité. Deux nouvelles sont liées à son séjour : l’Auberge et Aux eaux.